# Hugues IV de Lusignan
Pour les articles homonymes, voir Hugues de Lusignan.
Hugues IV de Lusignan dit le Brun, ou le Chiliarque, est un noble poitevin né avant 997, mort entre 1030 et 1032. Il fut seigneur de Lusignan (1012-1030/32) et de Couhé et possédait les châteaux et châtellenies de Frontenay et de Chizé.
Une partie de son itinéraire politique nous est connu grâce au texte du "Conventum",,,. Hugues IV se voit attribuer le titre honorifique et prestigieux de clarissimus vir en 1025 par le roi de France, Robert II le Pieux,,.

## Biographie

### Famille
Hugues IV le Brun est le fils d'Hugues III le Blanc, (v. 970-v. 1012), seigneur de Lusignan (v. 980-1012) et d'Arsende, (av. 984-ap. 1014).

### Fondation de l'église Notre-Dame-et-Saint-Junien
Le 6 mars 1025, Hugues IV de Lusignan échange des terres avec les chanoines de Saint-Hilaire de Poitiers pour construire une église à Lusignan en l'honneur de la Vierge Marie,,,.

### Conflits
Ses démêlés avec son suzerain Guillaume V d'Aquitaine nécessitent l'intervention de Fulbert de Chartres. Hugues IV de Lusignan revendique la seigneurie de Vivonne comme héritage familial. Il revendique également, à titre de fief familial, la tour de Melle ou à défaut le castrum de Chizé.

## Mariages et descendance

### Audéarde de Chabanais
Hugues IV épouse, vers 1020, Audéarde (av. 1008-av. 1030) que plusieurs études rattachent à la famille des seigneurs de Chabanais. Elle serait une hypothétique fille de Jourdain II, seigneur de Chabanais et de Confolens et sœur de Jourdain III (av. 1008-1022).

### Postérité
La chronique de Saint-Maixent donne à Hugues IV le Brun neuf enfants mais sans les nommer,.
De sa première épouse, Audéarde, Hugues IV eut :
- Hugues V de Lusignan  dit le Pieux (v. 1021-8 oct. 1060), seigneur de Lusignan et de Couhé ;
- Rorgon de Couhé (v. 1022-av. 1079) devient seigneur de Couhé, après le décès de son frère aîné, et utilise à partir de cette date le toponyme comme patronyme[25]. Rorgon est le fondateur du sous-lignage[26] de Couhé de la maison de Lusignan. D'une union qui reste inconnue, il a :
  - Hugues de Couhé[1] (av. 1050-v. 1125), seigneur de Couhé, chantre et chanoine de Saint-Hilaire de Poitiers[27].

### Mahaut
De sa seconde épouse, Mahaut (av. 1017-ap. 1030), Hugues IV n'a pas de descendance connue.

## Sources et bibliographie

### Sources narratives
- Le « Conventum » (vers 1030) : un précurseur aquitain des premières épopées, éd. George Beech, Yves Chauvin et Georges Pon, Genève, Droz, 1995. [présentation en ligne]